# Infanta Beatriz a Spaniei
Infanta Beatriz a Spaniei (Doña Beatriz Isabel Federica Alfonsa Eugenia Cristina María Teresa Bienvenida Ladislàa de Borbón y Battenberg; n. 22 iunie 1909, San Ildefonso⁠(d), Castilia și León, Spania – d. 22 noiembrie 2002, Roma, Italia) a fost fiica regelui Alfonso al XIII-lea al Spaniei și a reginei Victoria Eugenie de Battenberg și mătușa paternă a fostului, până în iunie 2014, monarh al Spaniei, Juan Carlos I.